# Porto di Marina di Salivoli
Il porto di Marina di Salivoli è il porto dell'omonima località situata a nord-ovest del centro di Piombino, nell'omonimo territorio comunale. 
È il porto più settentrionale del mar Tirreno, che assume la denominazione di mar Ligure a nord di Punta Falcone, promontorio che domina da ovest l'approdo. Inaugurato nell'anno 2000, è il luogo più vicino della penisola alla Corsica, distando infatti 83 km da Rogliano. Confina con la spiaggia attrezzata di Salivoli e quella detta "dello Scoglio d'Orlando", raggiungibile tramite il porto stesso, una caletta ghiaiosa tra l omonimo scoglio e la radice di levante di Punta Falcone.

## Caratteristiche

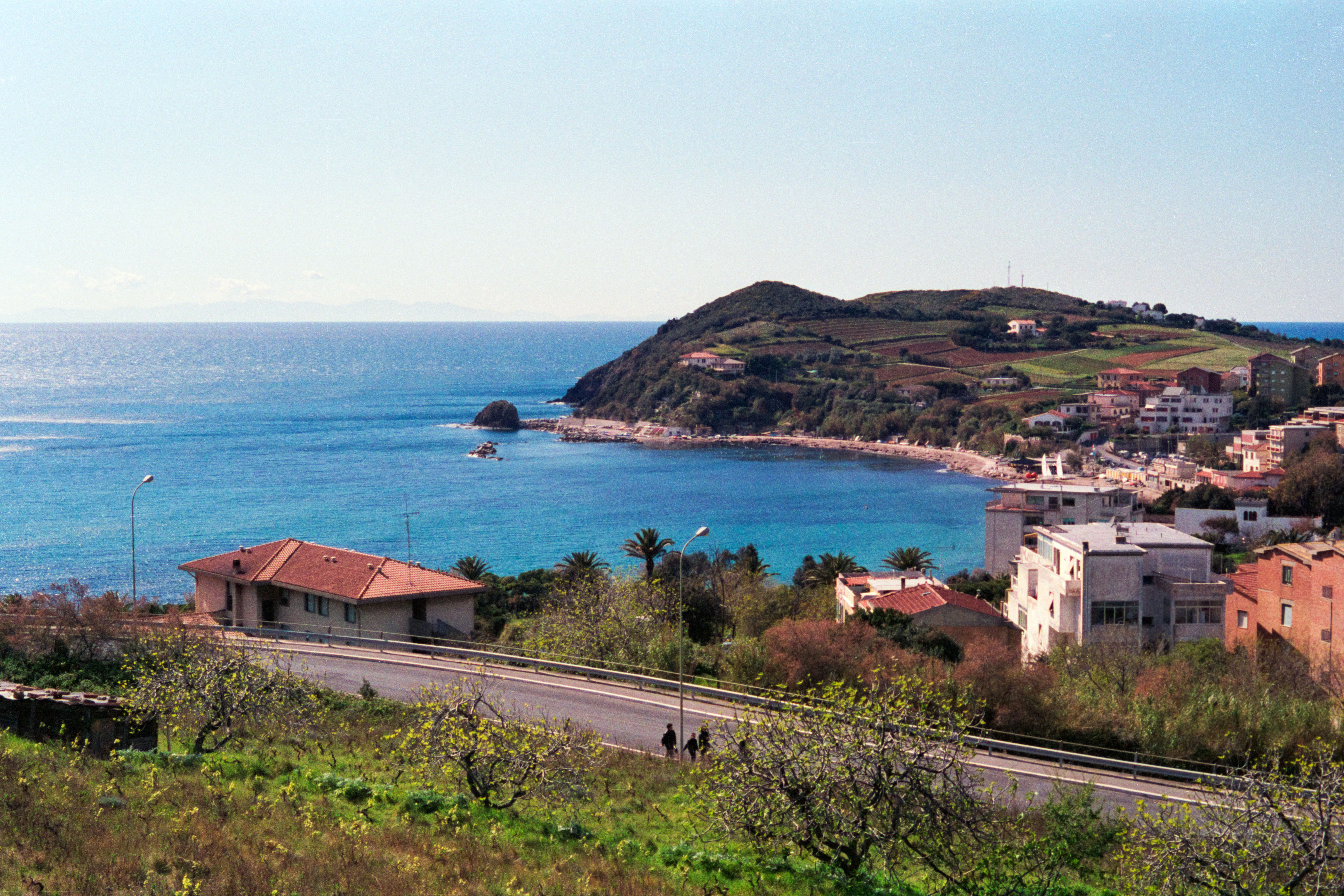
Il golfo di Salivoli nel 1997, prima della costruzione del porto turistico

Il porto di Marina di Salivoli è un porto turistico con circa 490 posti barca, per natanti di lunghezza massima di 18 metri; le profondità dei fondali si aggirano mediamente sui 3-4 metri. L'accesso risulta difficoltoso con forti venti di scirocco.
Tra i servizi, sono da segnalare il servizio meteo, quello antincendio, il rifornimento carburante, il rimessaggio, lo scalo di alaggio, la possibilità di allacciamento all'acqua e all'energia elettrica e la possibilità di riparazioni meccaniche ed elettriche.